# Beechcraft Skipper
Beechcraft Skipper (Модель 77) — лёгкий учебно-тренировочный самолёт компании «Beechcraft».

## История

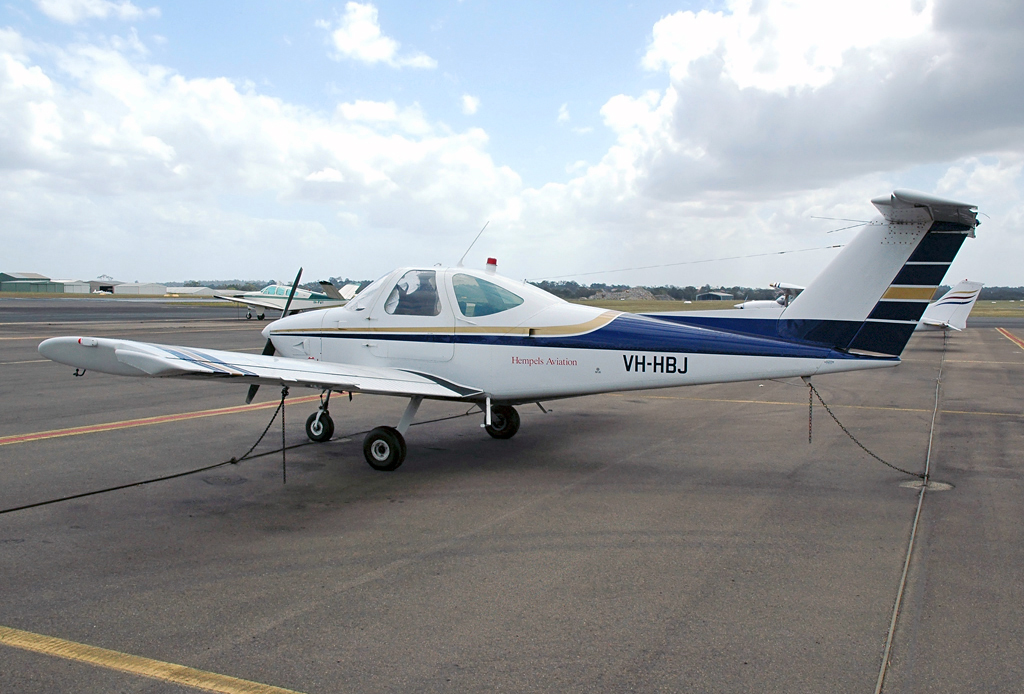
Beechcraft Skipper

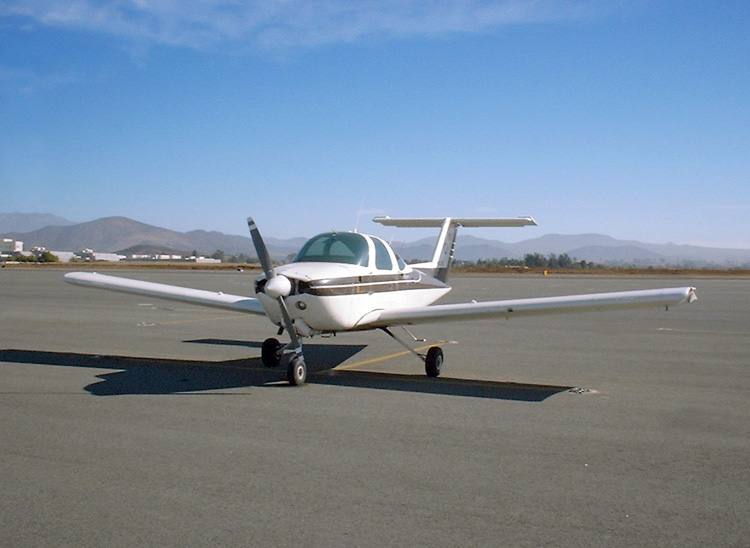
Beechcraft 77 Skipper

Разработан в качестве учебного самолёта, но используются также для частных и туристических полётов.
Skipper был задуман с целью создания недорогого основного учебного самолёта с упором на простоту обслуживания и низкие эксплуатационные расходы.
Работа по проектированию Skipper началась в 1974 году. Первый полёт состоялся 6 февраля 1975 года. Целью компании Beechcraft было выйти на рынок двухместных учебных самолётов и составить конкуренцию популярной линейке учебно-тренировочных самолётов Cessna 150.

## Конструкция
Самолёт сначала летал со стандартной конфигурацией оперения, к тому времени, когда он был запущен в производство, конфигурация Т-образного оперения была принята, что придало ему внешний вид, очень похожий на его ближайшего конкурента, Piper PA-38 Tomahawk, представленного в 1978 году.
Как и самолёты Cessna и Piper, которые были его основным конкурентом, Skipper использует двигатель Lycoming O-235.
Крыло Skipper использует аэродинамический профиль GA(W)-1, специально разработанный для полётов на малых скоростях. Имеет цельнометаллическую конструкцию. Skipper включил в себя ряд инновационных строительных технологий, в том числе трубчатые лонжероны и алюминиевую сотовую конструкцию со связкой металл-металл. Закрылки и элероны приводятся в действие с помощью торсионных трубок, а не кабелей.
Шасси установлено на стыке фюзеляжа и крыла, но имеет колесную базу шириной 2 м, что придает ему слегка «растопыренный вид».

## Производство и эксплуатация
Skipper имел несчастье выйти на рынок в начале серьёзного спада в производстве самолётов авиации общего назначения в США. В течение первого 1979 года было построено 47 самолётов, 140 — в 1980 году и 125 — в 1981 году. Производство остановлено в 1983 году. Всего было построено 312 самолётов.
Большая часть производственного цикла первоначально была доставлена в сеть лётных школ Beechcraft, Beech Aero Centres, где они использовались в качестве основных учебно-тренировочных самолётов. Несколько самолётов Skipper всё ещё используются в этом качестве. Остальные находятся в руках частных владельцев, которые используют их в качестве туристических самолётов.

## Технические характеристики
Данные из книги «Jane's All The World's Aircraft 1980–81» и «Observer's Book of Aircraft 1981».

### Общие характеристики
- Экипаж: 2
- Полезная нагрузка: 1 пассажир
- Длина: 7,32 м
- Размах: 9,14 м
- Высота: 2,41 м
- Профиль крыла: GA (Вт) −1
- Пустой вес: 499 кг
- Максимальный взлётный вес: 760 кг
- Двигатель: 1 × Lycoming O-235 -L2C flat-4, 115 л. с. (86 кВт)

### Летные характеристики
- Крейсерская скорость: 195 км/ч
- Скорость сваливания: 87 км/ч (закрылки опущены)
- Дальность: 764 км
- Практический потолок: 3930 м[2]